# 블럼하우스 프로덕션스
블럼하우스 프로덕션스(영어: Blumhouse Productions)는 미국의 영화 제작사이다. 2000년 제이슨 블럼이 설립하였다.

## 같이 보기
- 다크 캐슬 엔터테인먼트
- 플래티넘 듄스
- 트위스티드 픽처스
- 아토믹 몬스터 프로덕션스
- 라이언스게이트